# Кочев, Красимир
Красимир Симеонов Кочев (болг. Красимир Симеонов Кочев; 4 мая 1974, Петрич, Благоевградская область — 23 января 2025) — болгарский борец вольного стиля, призёр чемпионатов мира и чемпионата Европы.
Участник Олимпийских игр 2000 и 2004 годов.
Умер 23 января 2025 года после продолжительной болезни в возрасте 50 лет.